# Gunnar Berggren
Pour les articles homonymes, voir Berggren.
Gunnar Berggren est un boxeur suédois né le 26 janvier 1908 et mort le 2 septembre 1983 à Stockholm.

## Carrière
Il remporte la médaille de bronze aux Jeux d'Amsterdam en 1928 dans la catégorie poids légers. Après avoir battu Pierre Godart, Robert Smith et Jorge Diaz, Berggren s'incline en demi-finale contre l'américain Steve Halaiko. 

## Palmarès

### Jeux olympiques
- Jeux olympiques de 1928 à Amsterdam[1] (poids légers)